# Sudoměřice u Tábora
Sudoměřice u Tábora (en allemand : Sudomierschitz) est une commune du district de Tábor, dans la région de Bohême-du-Sud, en Tchéquie. Sa population s'élevait à 296 habitants en 2020.

## Géographie
Sudoměřice u Tábora se trouve à 3 km au sud-ouest du centre de Planá nad Lužnicí, à 11 km au nord-nord-ouest de Tábor, à 61 km au nord-nord-est de České Budějovice à 65 km au sud-sud-est de Prague.
La commune est limitée par Nemyšl au nord et à l'ouest, par Chotoviny au sud-est et au sud, et par Borotín et Mezno à l'ouest.

## Histoire
La première mention écrite du village date de 1318.

## Galerie

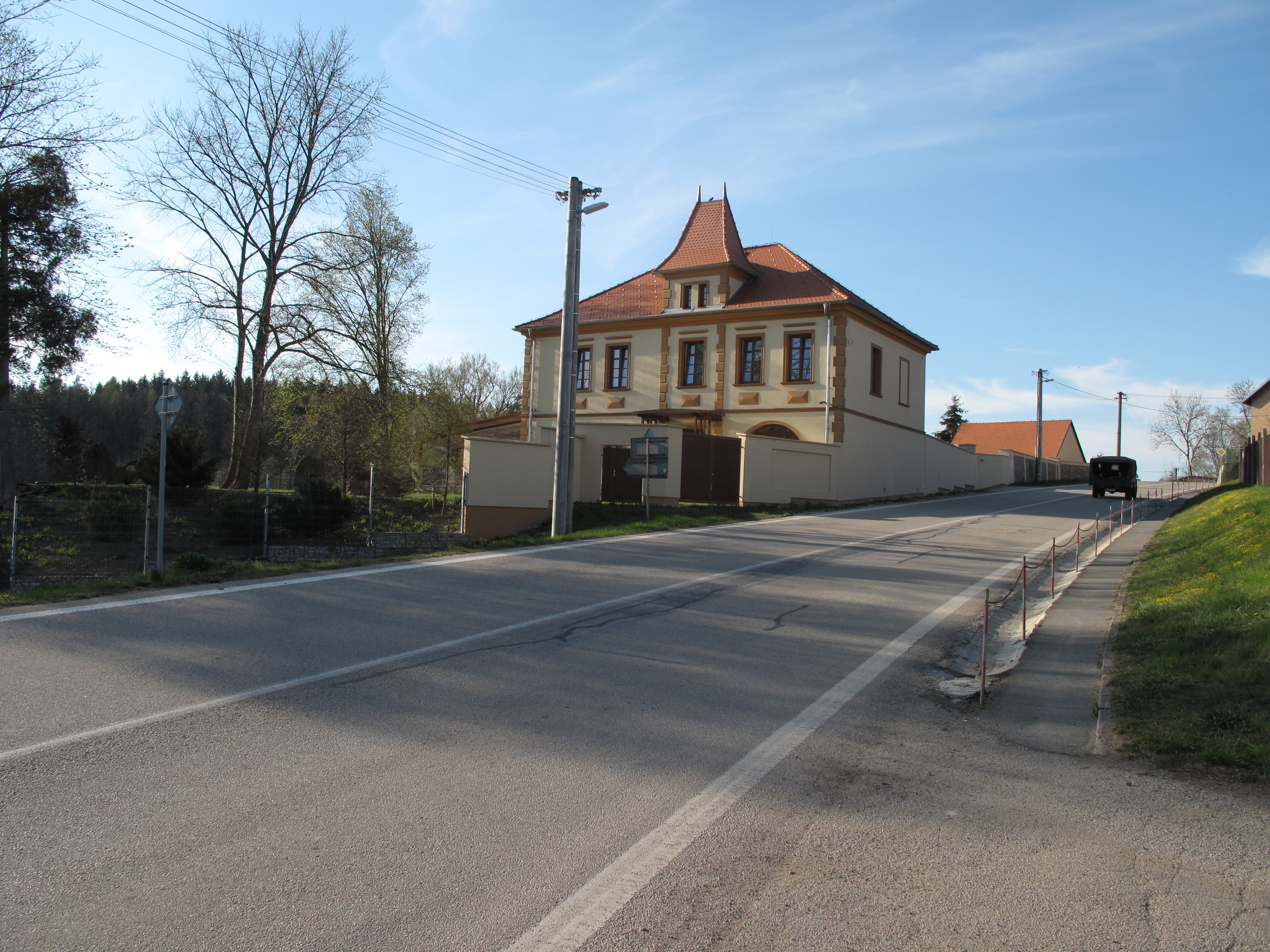
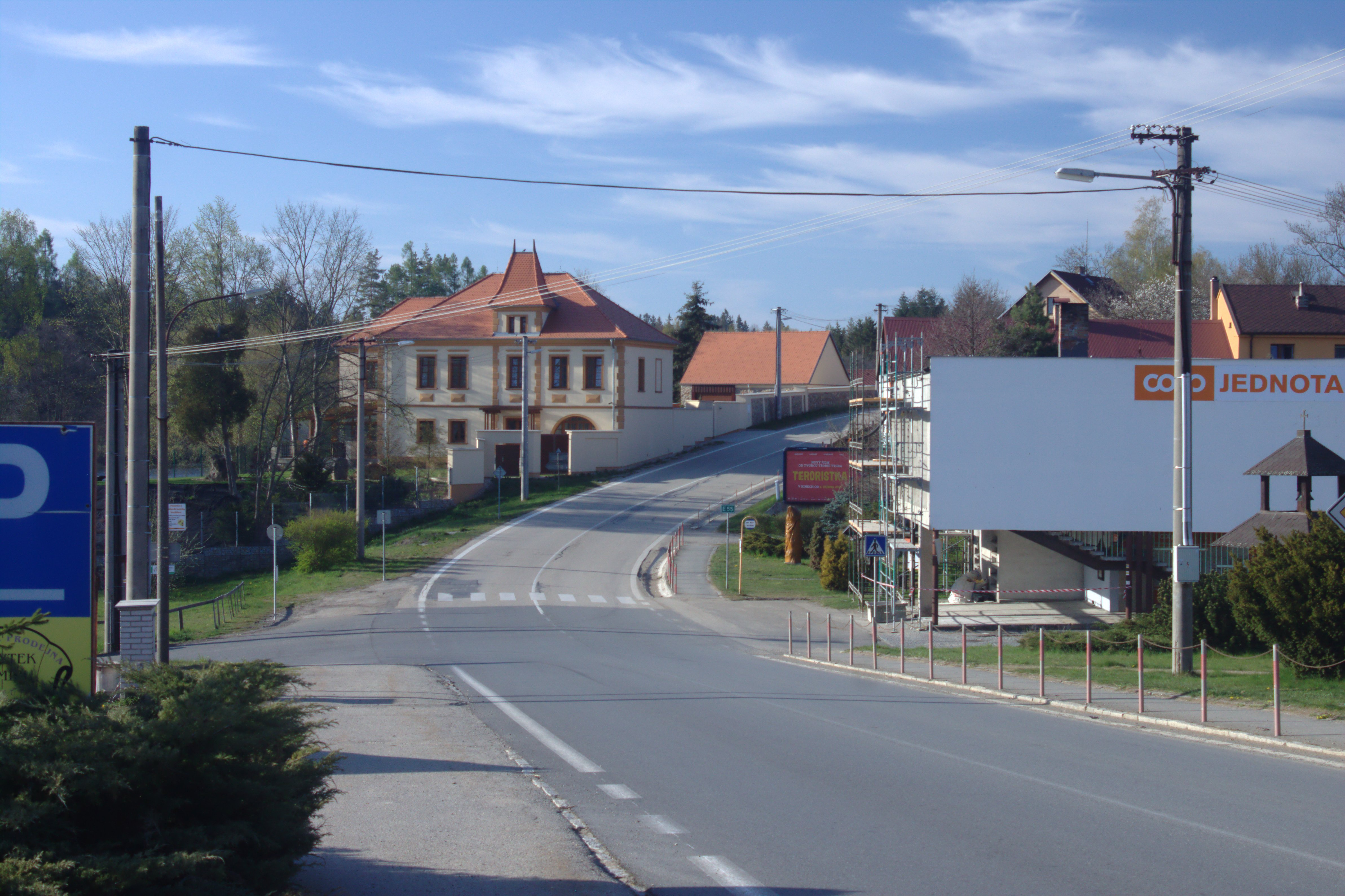
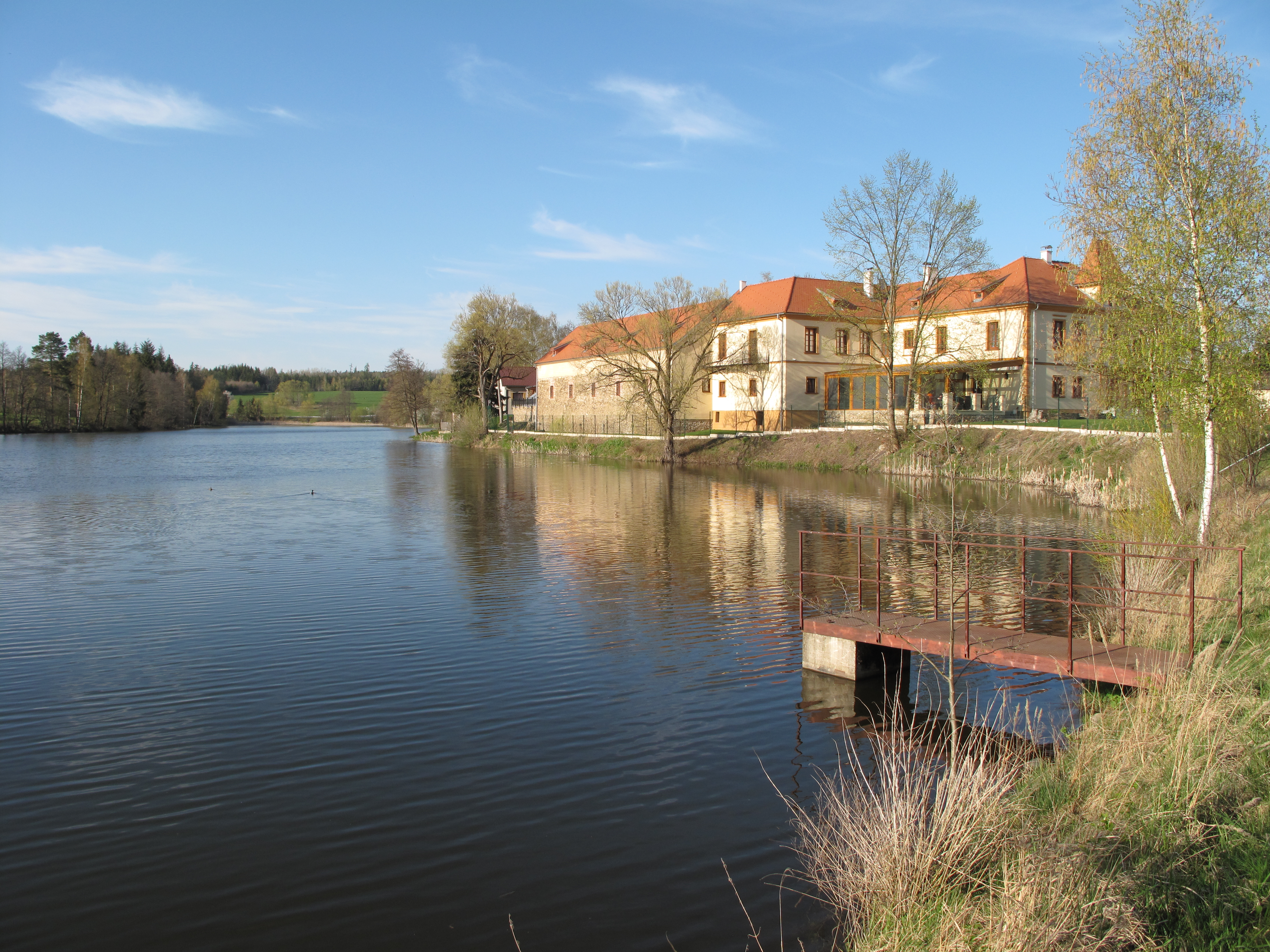
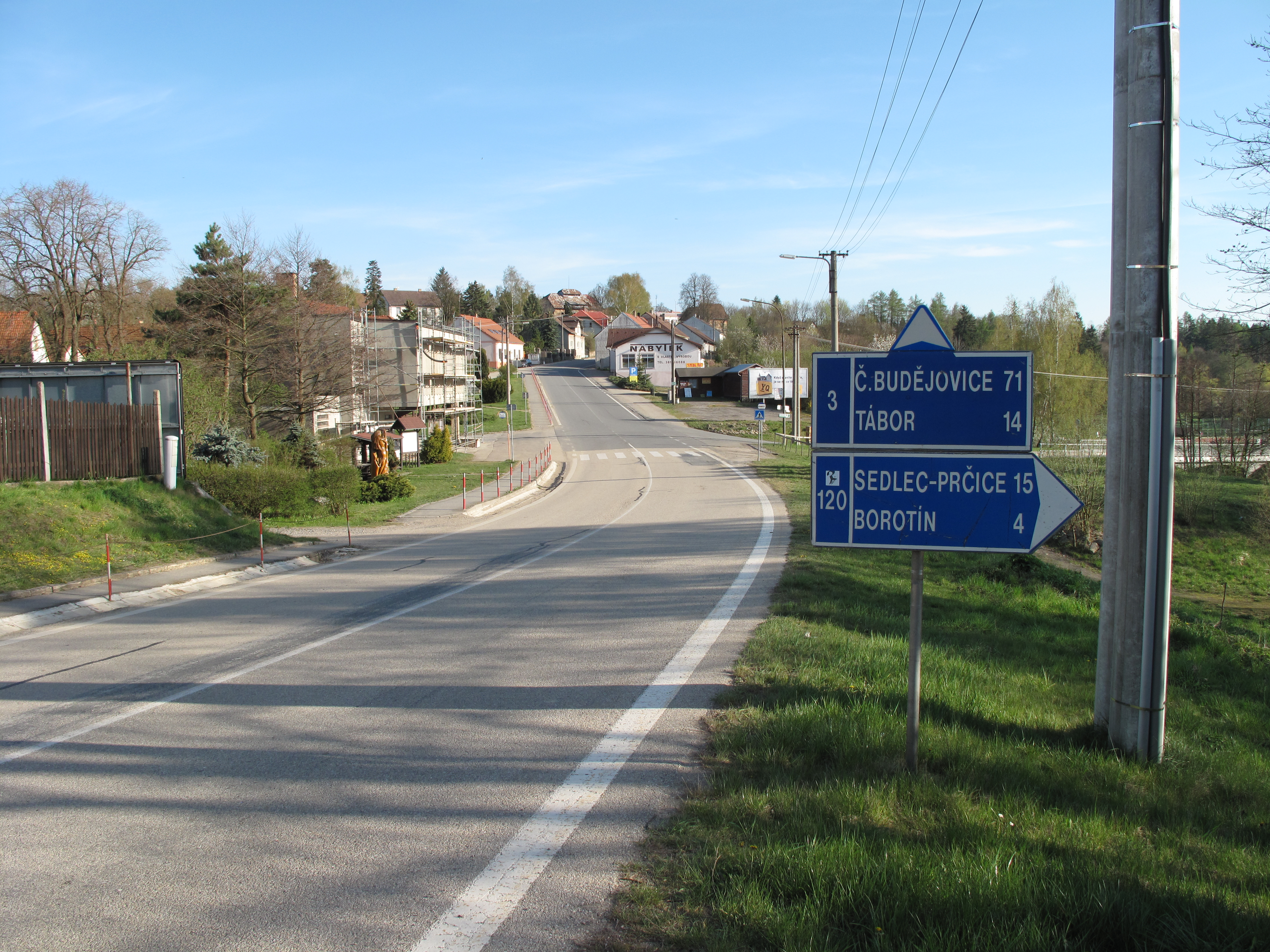